# Liga Europeană EHF Feminin 2021-2022
Liga Europeană EHF Feminin 2021-22 a fost cea de-a 41-a ediție a fostei Cupe EHF și a doua ediție după redenumirea acesteia, în 2020, în Liga Europeană EHF Feminin. Competiția a fost organizată și supervizată de Federația Europeană de Handbal (EHF). 

## Formatul
Sistemul de joc a fost asemănător cu cel din ediția anterioară: au existat trei manșe de calificare, o fază a grupelor și faze eliminatorii. La fel ca și în cazul ediției 2020-21, în Manșa 1 a ediției 2021-22 nu s-a desfășurat nici o partidă.

## Manșele preliminare

### Manșa 1 de calificare
În această manșă nu s-au desfășurat meciuri.

### Manșa a 2-a de calificare
În această manșă au fost distribuite 22 de echipe. Ele au jucat grupate câte două, în sistem tur-retur. Turul s-a desfășurat între 16 și 17 octombrie, iar returul între 23 și 24 octombrie 2021. Tragerea la sorți pentru partidele din această fază a avut loc pe 20 iulie 2021.

### Manșa a 3-a de calificare
În această manșă au fost distribuite în primă fază 13 echipe, cărora li s-au alăturat cele 11 câștigătoare ale manșei a 2-a. Cele 24 de echipe rezultate în total au jucat grupate câte două, în sistem tur-retur. Turul s-a desfășurat între 13 și 14 noiembrie, iar returul între 20 și 21 noiembrie 2021.

## Tragerile la sorți și datele manșelor
Manșa a 2-a a fost trasă la sorți pe data de 20 iulie 2021, de la ora locală 11:00, la sediul EHF de la Viena, iar extragerea a fost transmisă în direct pe canalul online ehfTV și pe conturile de Facebook și YouTube ale EHF.
Faza grupelor a fost trasă la sorți pe 25 noiembrie 2021.
| Rundă                | Data tragerii la sorți | Tur                                             | Retur                                           |
| -------------------- | ---------------------- | ----------------------------------------------- | ----------------------------------------------- |
| Manșa 1              | Nu s-au jucat meciuri  | Nu s-au jucat meciuri                           | Nu s-au jucat meciuri                           |
| Manșa a 2-a          | 20 iulie 2021          | 16–17 octombrie 2021                            | 23–24 octombrie 2021                            |
| Manșa a 3-a          | 20 iulie 2021          | 13–14 noiembrie 2021                            | 20–21 noiembrie 2021                            |
| Faza grupelor        | 25 noiembrie 2021      | 8–9 ianuarie 2022, până pe 19–20 februarie 2022 | 8–9 ianuarie 2022, până pe 19–20 februarie 2022 |
| Sferturile de finală | Fără tragere la sorți  | 26–27 martie 2022                               | 2–3 aprilie 2022                                |
| Final4               | 7 aprilie 2022         | 14–15 mai 2022                                  | 14–15 mai 2022                                  |

## Faza calificărilor

### Manșa 1
În această manșă nu s-au disputat meciuri.

### Manșa a 2-a
Manșa a 2-a a fost prima rundă în care s-au desfășurat partide. La această manșă au luat parte 22 echipe, care au fost distribuite pentru tragerea la sorți în două urne valorice. Distribuția a fost anunțată pe 12 iulie 2021:
| - TuS Metzingen - Sola HK - MKS Zagłębie Lubin - Super Amara Bera Bera - Höörs HK H65 - Yalıkavak Spor Kulübü - DHK Baník Most - Hypo Niederösterreich - ŽRK Bjelovar - ŽORK Jagodina - Thüringer HC |

| - Tertnes Bergen - MKS FunFloor Perła Lublin - BM Atlético Guardés - ŽRK Radnički Kragujevac - MTK Budapest - Paris 92 - CS Măgura Cisnădie - Kuban Krasnodar - HSG Blomberg-Lippe - Molde HK Elite - LC Brühl Handball |

Tragerea la sorți a avut loc pe 20 iulie 2021. În urma tragerii la sorți au rezultat următoarele partide:
| Echipa 1                | Scor gen. | Echipa 2                  | Tur   | Retur |
| ----------------------- | --------- | ------------------------- | ----- | ----- |
| DHK Baník Most          | 52 – 523) | CS Măgura Cisnădie        | 26–27 | 26–25 |
| ŽRK Bjelovar            | 45 – 781) | MKS FunFloor Perła Lublin | 22–32 | 23–46 |
| Yalıkavak Spor Kulübü   | 54 – 72   | MTK Budapest              | 24–33 | 30–39 |
| Tertnes Bergen          | 53 – 42   | ŽORK Jagodina             | 29–26 | 24–16 |
| LC Brühl Handball       | 43 – 682) | MKS Zagłębie Lubin        | 19–35 | 24–33 |
| Sola HK                 | 68 – 57   | Kuban Krasnodar           | 37–33 | 31–24 |
| TuS Metzingen           | 51 – 56   | HSG Blomberg-Lippe        | 27–28 | 24–28 |
| Thüringer HC            | 60 – 61   | Molde HK Elite            | 32–35 | 28–26 |
| Hypo Niederösterreich   | 48 – 53   | BM Atlético Guardés       | 21–28 | 27–25 |
| ŽRK Radnički Kragujevac | 46 – 58   | Höörs HK H65              | 23–22 | 23–36 |
| Super Amara Bera Bera   | 53 – 48   | Paris 92                  | 27–27 | 26–21 |

Note

### Manșa a 3-a
24 de echipe au luat parte la această manșă, din care 13 calificate direct, iar 11 avansate din manșa a 2-a.
| Echipă                 | Echipă               |
| ---------------------- | -------------------- |
| Neptunes de Nantes     | Zvezda Zvenigorod    |
| Váci NKSE              | SG BBM Bietigheim    |
| GK Astrahanocika       | Storhamar HE         |
| DVSC SCHAEFFLER        | RK Lokomotiva Zagreb |
| Herning-Ikast Håndbold | Chambray Touraine HB |
| ESBF Besançon          | SCM Râmnicu Vâlcea   |
| SCM Gloria Buzău       |                      |

| Echipă                    | Echipă                |
| ------------------------- | --------------------- |
| HSG Blomberg-Lippe        | CS Măgura Cisnădie    |
| Molde HK Elite            | BM Atlético Guardés   |
| Sola HK                   | Super Amara Bera Bera |
| Tertnes Bergen            | Höörs HK H65          |
| MKS FunFloor Perła Lublin | MTK Budapest          |
| MKS Zagłębie Lubin        |                       |

Tragerea la sorți a avut loc pe 20 iulie 2021. Meciurile din turul manșei s-au jucat pe 13–14, iar cele din retur pe 20–21 noiembrie 2021. 
| Echipa 1             | Scor gen. | Echipa 2                  | Tur   | Retur |
| -------------------- | --------- | ------------------------- | ----- | ----- |
| ESBF Besançon        | 64 – 47   | BM Atlético Guardés       | 34–23 | 30–24 |
| Neptunes de Nantes   | 74 – 49   | Höörs HK H65              | 39–24 | 35–25 |
| RK Lokomotiva Zagreb | 54 – 48   | MKS FunFloor Perła Lublin | 25–21 | 29–27 |
| Sola HK              | 56 – 52   | GK Astrahanocika          | 36–25 | 20–27 |
| Váci NKSE            | 56 – 51   | HSG Blomberg-Lippe        | 32–27 | 24–24 |
| SCM Râmnicu Vâlcea   | 63 – 55   | Super Amara Bera Bera     | 34–28 | 29–27 |
| MTK Budapest         | 56 – 68   | Herning-Ikast Håndbold    | 27–34 | 29–34 |
| Zvezda Zvenigorod    | 55 – 68   | MKS Zagłębie Lubin        | 26–35 | 29–33 |
| SG BBM Bietigheim    | 60 – 38   | Tertnes Bergen            | 39–18 | 21-20 |
| DVSC SCHAEFFLER      | 43 – 47   | CS Măgura Cisnădie        | 22–22 | 21–25 |
| Chambray Touraine HB | 65 – 52   | Molde HK Elite            | 30–27 | 35–25 |
| Storhamar HE         | 57 – 53   | SCM Gloria Buzău          | 31–27 | 26–26 |

## Faza grupelor
16 echipe au luat parte la faza grupelor, din care 4 calificate direct, iar 12 avansate din manșa a 3-a:
| Echipă                 | Echipă    |
| ---------------------- | --------- |
| Mosonmagyaróvári KC SE | Viborg HK |
| CS Minaur              | GK Lada   |

| Echipă                 | Echipă             |
| ---------------------- | ------------------ |
| RK Lokomotiva Zagreb   | Sola HK            |
| Herning-Ikast Håndbold | Storhamar HE       |
| Chambray Touraine HB   | MKS Zagłębie Lubin |
| ESBF Besançon          | CS Măgura Cisnădie |
| Neptunes de Nantes     | SCM Râmnicu Vâlcea |
| SG BBM Bietigheim      | Váci NKSE          |

Echipele care au jucat în această fază au fost distribuite în patru grupe de câte patru echipe. Tragerea la sorți a avut loc pe 25 noiembrie 2021. În fiecare grupă, echipele au jucat într-un turneu de tip fiecare cu fiecare, cu meciuri pe teren propriu și în deplasare. Primele două echipe din fiecare grupă s-au calificat în sferturile de finală. Echipele provenind din aceeași federație națională au fost protejate, neputând fi extrase în aceeași grupă.
| Departajare |
| --- |
| În faza grupelor, echipele au fost departajate pe bază de punctaj (2 puncte pentru victorie, 1 punct pentru meci egal, 0 puncte pentru înfrângere). La terminarea fazei grupelor, dacă două sau mai multe echipe dintr-o grupă au acumulat același număr de puncte, atunci departajarea lor s-a făcut conform regulamentului, ținând cont de următoarele criterii și în următoarea ordine: 1. Cel mai mare număr de puncte obținute în meciurile directe; 2. Golaveraj superior în meciurile directe; 3. Cel mai mare număr de goluri înscrise în meciurile directe (sau în meciul din deplasare, în cazul sistemului tur-retur); 4. Golaveraj superior în toate meciurile din grupă; 5. Cel mai bun golaveraj pozitiv în toate meciurile din grupă; În timpul fazei grupelor, doar criteriile 4–5 s-au aplicat pentru a determina clasamentul provizoriu al echipelor. |

### Grupa A
| Loc | Echipa               | MJ | V | E | Î | GM  | GP  | DG  | Pct | Calificare           |
| --- | -------------------- | -- | - | - | - | --- | --- | --- | --- | -------------------- |
| 1   | Sola HK              | 6  | 6 | 0 | 0 | 196 | 150 | +46 | 12  | Sferturile de finală |
| 2   | ESBF Besançon        | 6  | 3 | 0 | 3 | 182 | 188 | −6  | 6   | Sferturile de finală |
| 3   | Mosonmagyaróvári KC  | 6  | 3 | 0 | 3 | 160 | 165 | −5  | 6   |                      |
| 4   | RK Lokomotiva Zagreb | 6  | 0 | 0 | 6 | 139 | 174 | −35 | 0   |                      |

|                 | MOS     | SOL     | BES     | ZAG     |
| --------------- | ------- | ------- | ------- | ------- |
| Mosonmagyaróvár | –       | 26 – 31 | 38 – 30 | 28 – 24 |
| Sola HK         | 27 – 22 | –       | 34 – 27 | 25 – 18 |
| ESBF Besançon   | 34 – 24 | 32 – 39 | –       | 28 – 27 |
| RK Lokomotiva   | 19 – 22 | 25 – 40 | 26 – 31 | –       |

### Grupa B
| Loc | Echipa              | MJ | V | E | Î | GM  | GP  | DG  | Pct | Calificare           |
| --- | ------------------- | -- | - | - | - | --- | --- | --- | --- | -------------------- |
| 1   | SG BBM Bietigheim   | 6  | 6 | 0 | 0 | 188 | 134 | +54 | 12  | Sferturile de finală |
| 2   | CS Minaur Baia Mare | 6  | 2 | 1 | 3 | 154 | 182 | −28 | 5   | Sferturile de finală |
| 3   | Neptunes de Nantes  | 6  | 2 | 0 | 4 | 168 | 170 | −2  | 4   |                      |
| 4   | MKS Zagłębie Lubin  | 6  | 1 | 1 | 4 | 149 | 173 | −24 | 3   |                      |

|               | MIN     | NAN     | LUB     | BIE     |
| ------------- | ------- | ------- | ------- | ------- |
| CS Minaur     | –       | 28 – 26 | 34 – 32 | 20 – 28 |
| Nantes HB     | 34 – 29 | –       | 27 – 28 | 25 – 27 |
| MKS Lubin     | 23 – 23 | 26 – 27 | –       | 21 – 33 |
| SG Bietigheim | 39 – 20 | 32 – 29 | 29 – 19 | –       |

### Grupa C
| Loc | Echipa                 | MJ | V | E | Î | GM  | GP  | DG  | Pct | Calificare           |
| --- | ---------------------- | -- | - | - | - | --- | --- | --- | --- | -------------------- |
| 1   | Herning-Ikast Håndbold | 6  | 6 | 0 | 0 | 193 | 161 | +32 | 12  | Sferturile de finală |
| 2   | Storhamar HE           | 6  | 3 | 0 | 3 | 178 | 172 | +6  | 6   | Sferturile de finală |
| 3   | CS Măgura Cisnădie     | 6  | 2 | 0 | 4 | 137 | 162 | −25 | 4   |                      |
| 4   | GK Lada                | 6  | 1 | 0 | 5 | 139 | 152 | −13 | 2   |                      |

|               | LAD     | CIS     | HIH     | STO     |
| ------------- | ------- | ------- | ------- | ------- |
| GK Lada       | –       | 10 – 0  | 24 – 27 | 25 – 30 |
| CS Cisnădie   | 27 – 24 | –       | 31 – 34 | 33 – 28 |
| Herning-Ikast | 34 – 27 | 31 – 28 | –       | 32 – 24 |
| Storhamar HE  | 34 – 29 | 35 – 18 | 27 – 35 | –       |

### Grupa D
| Loc | Echipa               | MJ | V | E | Î | GM  | GP  | DG  | Pct | Calificare           |
| --- | -------------------- | -- | - | - | - | --- | --- | --- | --- | -------------------- |
| 1   | Viborg HK            | 6  | 4 | 2 | 0 | 185 | 149 | +36 | 10  | Sferturile de finală |
| 2   | SCM Râmnicu Vâlcea   | 6  | 4 | 1 | 1 | 178 | 172 | +6  | 9   | Sferturile de finală |
| 3   | Chambray Touraine HB | 6  | 1 | 1 | 4 | 163 | 176 | −13 | 3   |                      |
| 4   | Váci NKSE            | 6  | 1 | 0 | 5 | 167 | 196 | −29 | 2   |                      |

|             | VIB     | VÁC     | VÂL     | CHA     |
| ----------- | ------- | ------- | ------- | ------- |
| Viborg HK   | –       | 42 – 21 | 31 – 20 | 29 – 29 |
| Váci NKSE   | 25 – 26 | –       | 30 – 31 | 35 – 29 |
| SCM Vâlcea  | 30 – 30 | 39 – 29 | –       | 32 – 27 |
| Chambray HB | 24 – 27 | 29 – 27 | 25 – 26 | –       |

## Fazele eliminatorii
În această fază s-au calificat echipele care au terminat pe primele două locuri în fiecare din cele patru grupe:
| De pe locul 1 din grupă | De pe locul 2 din grupă |
| ----------------------- | ----------------------- |
| Sola HK                 | ESBF Besançon           |
| SG BBM Bietigheim       | CS Minaur Baia Mare     |
| Herning-Ikast Håndbold  | Storhamar HE            |
| Viborg HK               | SCM Râmnicu Vâlcea      |

### Programul partidelor
|  | Sferturile de finală | Sferturile de finală | Sferturile de finală | Sferturile de finală | Sferturile de finală |    |                     | Semifinalele     | Semifinalele | Semifinalele | Semifinalele | Semifinalele |                     |             | Finala      | Finala           | Finala      | Finala | Finala |  |
|  |                      |                      |                      |                      |                      |    |                     |                  |              |              |              |              |                     |             |             |                  |             |        |        |  |
|  | 2C                   | Storhamar HE         | 31                   | 37                   | 68                   |    |                     |                  |              |              |              |              |                     |             |             |                  |             |        |        |  |
|  | 1D                   | Viborg HK            | 33                   | 38                   | 71                   |    |                     |                  |              |              |              |              |                     |             |             |                  |             |        |        |  |
|  | 1D                   | Viborg HK            | 33                   | 38                   | 71                   |    | 1D                  | Viborg HK        | –            | –            | 28           |              |                     |             |             |                  |             |        |        |  |
|  |                      |                      |                      |                      |                      |    | 1D                  | Viborg HK        | –            | –            | 28           |              |                     |             |             |                  |             |        |        |  |
|  |                      | 2B                   | CS Minaur Baia Mare  | –                    | –                    | 24 |                     |                  |              |              |              |              |                     |             |             |                  |             |        |        |  |
|  | 2B                   | 2B                   | CS Minaur Baia Mare  | –                    | –                    | 24 | CS Minaur Baia Mare | 40               | 29           | 69           |              |              |                     |             |             |                  |             |        |        |  |
|  | 2B                   |                      |                      |                      |                      |    | CS Minaur Baia Mare | 40               | 29           | 69           |              |              |                     |             |             |                  |             |        |        |  |
|  | 1A                   | Sola HK              | 32                   | 29                   | 61                   |    |                     |                  |              |              |              |              |                     |             |             |                  |             |        |        |  |
|  | 1A                   | Sola HK              | 32                   | 29                   | 61                   |    |                     |                  |              |              |              |              |                     | 1D          | Viborg HK   | –                | –           | 20     |        |  |
|  |                      |                      |                      |                      |                      |    |                     |                  |              |              |              |              |                     | 1D          | Viborg HK   | –                | –           | 20     |        |  |
|  |                      | 1B                   | SG BBM Bietigheim    | –                    | –                    | 31 |                     |                  |              |              |              |              |                     |             |             |                  |             |        |        |  |
|  | 2D                   | 1B                   | SG BBM Bietigheim    | –                    | –                    | 31 | SCM Râmnicu Vâlcea  | 33               | 28           | 61           |              |              |                     |             |             |                  |             |        |        |  |
|  | 2D                   |                      |                      |                      |                      |    | SCM Râmnicu Vâlcea  | 33               | 28           | 61           |              |              |                     |             |             |                  |             |        |        |  |
|  | 1C                   | Herning-Ikast HK     | 39                   | 33                   | 72                   |    |                     |                  |              |              |              |              |                     |             |             |                  |             |        |        |  |
|  | 1C                   | Herning-Ikast HK     | 39                   | 33                   | 72                   |    | 1C                  | Herning-Ikast HK | –            | –            | 33           |              | Finala mică         | Finala mică | Finala mică | Finala mică      | Finala mică |        |        |  |
|  |                      |                      |                      |                      |                      |    | 1C                  | Herning-Ikast HK | –            | –            | 33           |              | Finala mică         | Finala mică | Finala mică | Finala mică      | Finala mică |        |        |  |
|  |                      | 1B                   | SG BBM Bietigheim    | –                    | –                    | 34 |                     |                  |              |              |              |              |                     |             |             |                  |             |        |        |  |
|  | 2A                   | 1B                   | SG BBM Bietigheim    | –                    | –                    | 34 | ESBF Besançon       | 23               | 20           | 43           |              | 2B           | CS Minaur Baia Mare | –           | –           | 28               |             |        |        |  |
|  | 2A                   |                      |                      |                      |                      |    | ESBF Besançon       | 23               | 20           | 43           |              | 2B           | CS Minaur Baia Mare | –           | –           | 28               |             |        |        |  |
|  | 1B                   | SG BBM Bietigheim    | 29                   | 30                   | 59                   |    |                     |                  |              |              |              |              |                     |             | 1C          | Herning-Ikast HK | –           | –      | 29     |  |

### Sferturile de finală
Împerecherea echipelor în optimile de finală s-a făcut conform regulamentului competiției:
- locul 2 în grupa B contra locului 1 în grupa A;
- locul 2 în grupa A contra locului 1 în grupa B;
- locul 2 în grupa D contra locului 1 în grupa C;
- locul 2 în grupa C contra locului 1 în grupa D.

| Echipa 1            | Scor gen. | Echipa 2               | Tur     | Retur   |
| ------------------- | --------- | ---------------------- | ------- | ------- |
| CS Minaur Baia Mare | 69 – 61   | Sola HK                | 40 – 32 | 29 – 29 |
| ESBF Besançon       | 43 – 59   | SG BBM Bietigheim      | 23 – 29 | 20 – 30 |
| SCM Râmnicu Vâlcea  | 61 – 72   | Herning-Ikast Håndbold | 33 – 39 | 28 – 33 |
| Storhamar HE        | 68 – 71   | Viborg HK              | 31 – 33 | 37 – 38 |

### Final four
Tragerea la sorți pentru distribuția în semifinale a fost efectuată pe 7 aprilie 2022, la Viena. Tot pe 7 aprilie a fost decis și locul unde se va desfășura turneul Final four, Vibocold Arena din Viborg.
|  | Semifinalele        | Semifinalele      |             |    | Finala | Finala |
|  |                     |                   |             |    |        |        |
|  | 14 mai 2022         |                   |             |    |        |        |
|  |                     |                   |             |    |        |        |
|  | Viborg HK           | 28                |             |    |        |        |
|  | Viborg HK           | 28                | 15 mai 2022 |    |        |        |
|  | CS Minaur Baia Mare | 24                |             |    |        |        |
|  | CS Minaur Baia Mare | 24                | Viborg HK   | 20 |        |        |
|  | 14 mai 2022         |                   | Viborg HK   | 20 |        |        |
|  |                     | SG BBM Bietigheim | 31          |    |        |        |
|  | Herning-Ikast HK    | SG BBM Bietigheim | 31          | 33 |        |        |
|  | Herning-Ikast HK    |                   |             | 33 |        |        |
|  | SG BBM Bietigheim   | 34                |             |    |        |        |
|  | SG BBM Bietigheim   | 34                | Finala mică |    |        |        |
|  |                     |                   |             |    |        |        |
|  | 15 mai 2022         |                   |             |    |        |        |
|  |                     |                   |             |    |        |        |
|  | CS Minaur Baia Mare | 28                |             |    |        |        |
|  | CS Minaur Baia Mare | 28                |             |    |        |        |
|  | Herning-Ikast HK    | 29                |             |    |        |        |

#### Semifinalele
În urma tragerii la sorți din 7 aprilie au rezultat următoarele semifinale:
| 14 mai 2022 15:30 | Herning-Ikast HK | 33 – 34 | SG BBM Bietigheim | Vibocold Arena, Viborg Asistență: 1.469 Arbitri: Hatipoğlu, Şimşek |
| 14 mai 2022 15:30 | Brandt 8         | (12–14) | Kudłacz-Gloc 8    | Vibocold Arena, Viborg Asistență: 1.469 Arbitri: Hatipoğlu, Şimşek |
| 14 mai 2022 15:30 | 7× 1×            | Raport  | 7× 1×             | Vibocold Arena, Viborg Asistență: 1.469 Arbitri: Hatipoğlu, Şimşek |

| 14 mai 2022 18:00 | Viborg HK  | 28 – 24 | CS Minaur Baia Mare | Vibocold Arena, Viborg Asistență: 1.517 Arbitri: Christidi, Papamattheou |
| 14 mai 2022 18:00 | Haugsted 7 | (16–13) | Laslo 7             | Vibocold Arena, Viborg Asistență: 1.517 Arbitri: Christidi, Papamattheou |
| 14 mai 2022 18:00 | 3× 1×      | Raport  | 2× 1×               | Vibocold Arena, Viborg Asistență: 1.517 Arbitri: Christidi, Papamattheou |

#### Finala mică
| 15 mai 2022 15:30 | CS Minaur Baia Mare | 28 – 29 | Herning-Ikast HK | Vibocold Arena, Viborg Asistență: 1.688 Arbitri: Duplîi, Pobedrina |
| 15 mai 2022 15:30 | Lavko 7             | (12–14) | Bakkerud 6       | Vibocold Arena, Viborg Asistență: 1.688 Arbitri: Duplîi, Pobedrina |
| 15 mai 2022 15:30 | 4×                  | Raport  | 1×               | Vibocold Arena, Viborg Asistență: 1.688 Arbitri: Duplîi, Pobedrina |

#### Finala
| 15 mai 2022 18:00 | Viborg HK      | 20 – 31 | SG BBM Bietigheim | Vibocold Arena, Viborg Asistență: 1.697 Arbitri: Antić, Jakovljević |
| 15 mai 2022 18:00 | K. Jørgensen 6 | (10–17) | Maidhof 6         | Vibocold Arena, Viborg Asistență: 1.697 Arbitri: Antić, Jakovljević |
| 15 mai 2022 18:00 | 4× 2×          | Raport  | 4× 2×             | Vibocold Arena, Viborg Asistență: 1.697 Arbitri: Antić, Jakovljević |

## Clasamentul marcatoarelor
| Poz. | Nume                 | Echipă                | Goluri | Partide |
| ---- | -------------------- | --------------------- | ------ | ------- |
| 1    | Mona Obaidli         | Molde HK              | 20     | 2       |
| 1    | Tamara Pál           | MTK Budapest          | 20     | 2       |
| 3    | Adrianna Górna       | MKS Zagłębie Lubin    | 18     | 2       |
| 3    | Johanna Schindler    | Hypo Niederösterreich | 18     | 2       |
| 5    | Live Rushfeldt Deila | Sola HK               | 17     | 2       |
| 6    | Marilena Neagu       | CS Măgura Cisnădie    | 16     | 2       |
| 6    | Yasemin Şahin        | Yalıkavak Spor Kulübü | 16     | 2       |
| 8    | Romana Roszak        | MKS Perła Lublin      | 15     | 2       |
| 8    | Fatmagül Sakızcan    | Yalıkavak Spor Kulübü | 15     | 2       |
| 10   | Paula Arcos          | CB Atlético Guardés   | 14     | 2       |
| 10   | Mariane Fernandes    | Super Amara Bera Bera | 14     | 2       |

| Poz. | Nume               | Echipă                    | Goluri | Partide |
| ---- | ------------------ | ------------------------- | ------ | ------- |
| 1    | Tamara Pál         | MTK Budapest              | 18     | 2       |
| 2    | Kinga Jakubowska   | MKS Zagłębie Lubin        | 17     | 2       |
| 2    | Romana Roszak      | MKS FunFloor Perła Lublin | 17     | 2       |
| 4    | Mariana Egorova    | Zvezda Zvenigorod         | 15     | 2       |
| 4    | Emilie Hovden      | Storhamar HE              | 15     | 2       |
| 4    | Anniken Obaidli    | Storhamar HE              | 15     | 2       |
| 7    | Valentina Bardac   | CS Măgura Cisnădie        | 13     | 2       |
| 7    | Maitane Etxeberria | Super Amara Bera Bera     | 13     | 2       |
| 7    | Adrianna Górna     | MKS Zagłębie Lubin        | 13     | 2       |
| 7    | Camilla Herrem     | Sola HK                   | 13     | 2       |
| 7    | Csenge Kuczora     | Váci NKSE                 | 13     | 2       |
| 7    | Stela Posavec      | RK Lokomotiva Zagreb      | 13     | 2       |
| 7    | Jovana Stoiljković | Chambray Touraine HB      | 13     | 2       |

| Poz. | Nume                 | Echipă                 | Goluri | Partide |
| ---- | -------------------- | ---------------------- | ------ | ------- |
| 1    | Kristina Jørgensen   | Viborg HK              | 72     | 10      |
| 2    | Camilla Herrem       | Sola HK                | 61     | 8       |
| 3    | Jelena Lavko         | CS Minaur Baia Mare    | 60     | 10      |
| 4    | Emma Friis           | Herning-Ikast Håndbold | 50     | 10      |
| 5    | Emilie Hovden        | Storhamar HE           | 49     | 8       |
| 5    | Kristina Sirum Novak | Sola HK                | 49     | 8       |
| 7    | Cristina Laslo       | CS Minaur Baia Mare    | 48     | 10      |
| 8    | Julia Maidhof        | SG BBM Bietigheim      | 45     | 10      |
| 9    | Asma Elghaoui        | SCM Râmnicu Vâlcea     | 42     | 8       |
| 10   | Irina Glibko         | SCM Râmnicu Vâlcea     | 41     | 8       |

| Poz. | Nume                 | Echipă                 | Goluri | Partide |
| ---- | -------------------- | ---------------------- | ------ | ------- |
| 1    | Camilla Herrem       | Sola HK                | 80     | 12      |
| 2    | Kristina Jørgensen   | Viborg HK              | 72     | 10      |
| 3    | Kristina Sirum Novak | Sola HK                | 66     | 12      |
| 4    | Emilie Hovden        | Storhamar HE           | 64     | 10      |
| 5    | Jelena Lavko         | CS Minaur Baia Mare    | 60     | 10      |
| 6    | Maja Magnussen       | Sola HK                | 58     | 12      |
| 7    | Marilena Neagu       | CS Măgura Cisnădie     | 57     | 9       |
| 8    | Live Rushfeldt Deila | Sola HK                | 53     | 12      |
| 9    | Emma Friis           | Herning-Ikast Håndbold | 52     | 12      |
| 9    | Irina Glibko         | SCM Râmnicu Vâlcea     | 52     | 10      |
| 9    | Adrianna Górna       | MKS Zagłębie Lubin     | 52     | 10      |
| 9    | Csenge Kuczora       | Váci NKSE              | 52     | 8       |